# Siempre así
 (novembre 2023).
Siempre así est un groupe musical espagnol, originaire de Séville, en Andalousie.

## Histoire
Tout au long de leur carrière, ils ont chanté pour des personnages tels que la duchesse d'Albe lors de son dernier mariage avec Alfonso Díez à Séville ou pour l'infante Cristina lors de son enterrement de vie de jeune fille, à Barcelone. Ils ont toujours participé à différents événements, notamment à l'inauguration des Championnats du monde d'athlétisme 1999 organisés à Séville, où ils ont interprété l'hymne officiel et la chanson El aire de Sevilla ; ainsi qu'à la célébration à Madrid de la Coupe du monde en Afrique du Sud, où ils ont interprété avec José Manuel Soto l'hymne des supporters de l'équipe nationale d'Espagne. Parmi leurs succès, il convient de citer : Siempre así, Si los hombres han llegado hasta la luna, ou encore leur reprise en espagnol de la chanson My Way de Frank Sinatra, intitulée A mi manera.
Siempre así est formé en 1991 à Séville, en Espagne, de l'amitié entre un groupe de jeunes gens qui faisaient partie de la chorale de la confrérie El Rocío de Triana. Le nom du groupe est né de l'intention que, quoi qu'il arrive, le groupe resterait toujours uni. Rafael Almarcha Pardo (Rafa Almarcha) en est le leader. En plus d'être chanteur et guitariste, il est compositeur et producteur d'artistes tels que José Manuel Soto, Arturo Pareja Obregón, Falete, Alejandro Vega ou Gemeliers, et a travaillé comme directeur musical dans les programmes de Jesús Quintero et Los Morancos. En 2004, deux anciens membres, Manolo Sánchez (Murfi) et Roberto Alés Obradors, quittent le groupe qu'ils ne peuvent alterner avec leur travail. Le 28 janvier 2008, ils reçoivent au siège de la Conférence épiscopale espagnole, situé à Madrid, le Premios Bravo 2007 pour leut album La Misa de la Alegría, qu'ils chanteront plus tard, le 9 juillet 2022, dans la Basilique Saint-Pierre, au Vatican.
En 2015, Rocío García Muñiz décide de quitter le groupe pour se consacrer à sa famille. En 2019, ils effectuent une tournée en Espagne avec deux formats parallèles, un format avec leur groupe habituel qu'ils ont intitulé La Fiesta de Siempre así, et un autre accompagné d'un orchestre symphonique et arrangé par le prestigieux musicien anglais John Durant qu'ils ont intitulé Siempre así Sinfónico et dont la première a eu lieu en avril 2019 au Teatro de la Maestranza à Séville. En 2023, ils reçoivent la Medalla de Andalucía (Médaille de l'Andalousie),.

## Discographie
- 1992 : Siempre así
- 1994 : Mahareta
- 1997 : Cantando que es gerundio
- 1998 : Diez y cuarto
- 2000 : Todo vale
- 2001 : Diez años juntos
- 2003 : Nuevas canciones para padres novatos
- 2004 : Km 8
- 2006 : Vamo a escuchá grandes éxitos
- 2006 : La Misa de la alegría
- 2009 : El Amor es otra cosa
- 2011 : El Sentido de la navidad
- 2015 : Corazón
- 2019 : Esencial
- 2019 : Siempre así Sinfónico